# Misumenops nepenthicola
Misumenops nepenthicola es una especie de araña cangrejo del género Misumenops, familia Thomisidae. Fue descrita científicamente por Pocock en 1898.

## Distribución
Esta especie se encuentra en Singapur e Indonesia.